# Charles Wolf (basket-ball)
Pour les articles homonymes, voir Charles Wolf (homonymie) et Wolf.
Charles Wolf, né le 7 mai 1926, à Covington, au Kentucky et mort le 26 novembre 2022, est un ancien entraîneur américain de basket-ball. 